# Adam Robitel
Adam Robitel (ur. 26 maja 1978 w Boston, Massachusetts, USA) – reżyser, scenarzysta, producent filmowy oraz aktor. Zdobył wyższe wykształcenie na uczelni University of Southern California's School of Cinematic Arts. Robitel jest znany z takich filmów jak: Naznaczony, The Taking of Deborah Logan oraz Escape Room.

## Życiorys
Adam Robitel zasłynął reżyserując, pisząc scenariusz i produkując film The Taking of Deborah Logan w 2014 roku. Duży rozgłos zyskał dzięki reżyserii horroru Naznaczony, który zarobił na świecie ponad 167 milionów dolarów. Kolejnym sukcesem Robitela jest najnowsza produkcja Escape Room z 2019 roku, który podczas swojej premiery w kinach zarobił 18 milionów w USA.

## Filmografia
Reżyser
- Inside the Asylum: The Making of '2001 Maniacs (2006)
- Love Your Customers (2007)
- The Taking of Deborah Logan (2014)
- Naznaczony (2018)
- Escape Room (2019)

Scenarzysta
- Inside the Asylum: The Making of '2001 Maniacs (2006)
- Love Your Customers (2007)
- The Taking of Deborah Logan (2014)
- Paranormal Activity: Inny wymiar (2015)
- Paranormal Activity: Seance (2015)

Producent
- Inside the Asylum: The Making of '2001 Maniacs (2006)
- Bryan's Journals (2006)
- 2001 Maniacs: Behind the Screams (2011)
- Vito (2011)
- Cut/Print (2012)
- Chillerama: House of Psycho Charger (2012)
- The Taking of Deborah Logan (2014)
- The Devil's Church (2018)